# Hans Adolf Prützmann
Hans-Adolf Prützmann (ur. 31 sierpnia 1901 w Tolkmicku, zm. 21 maja 1945 w Lüneburgu) – SS-Obergruppenführer, zbrodniarz hitlerowski, Wyższy Dowódca SS i Policji na okupowanych przez III Rzeszę obszarach ZSRR, organizator oddziałów Werwolfu.

## Życiorys
Urodził się w Tolkmicku koło Elbląga. Był ochotnikiem Freikorpsu, brał też udział w walkach z okupującymi Zagłębie Ruhry i Nadrenię wojskami francuskimi. Do NSDAP i SS należał od 1930. Należał do rdzenia Alte Garde (jak nazywano towarzyszy partyjnych biorących udział w puczu monachijskim), numer legitymacji SS 3002.
Prützmann następnie był dowódcą SS-Standarten w Gelsenkirchen i Königsbergu (obecnie Królewiec). W 1933 został dowódcą SS-Regionu X (Stuttgart), a krótko potem dowódcą SS-Nadregionu „Südwest” (funkcję tę pełnił do 1937). Później, od 1937 do 1941 dowodził SS-Nadregionem „Nordsee”. W latach 1938–1945 zasiadał w Reichstagu. Od 1938 do 1941 Prützmann pełnił funkcję Wyższego Dowódcy SS i Policji regionu „Nordwest” z siedzibą w Hamburgu (był też przez krótki okres w 1941 dowódcą miejscowego Nadregionu SS). Od maja 1941 do maja 1945 był Wyższym Dowódcą SS i Policji w regionie „Nordost” oraz dowódcą SS-Nadregionu o tej samej nazwie.
Po agresji Niemiec na ZSRR,  Prützmann 29 czerwca 1941 został powołany na stanowisko Wyższego Dowódcy SS i Policji rejonu „Ostland und Russland-Nord” z siedzibą w Rydze (funkcję tę pełnił do 1 listopada 1941 i odpowiadał za działalność Einsatzgruppen na tym obszarze). Następnie, od grudnia 1941, zastąpił Friedricha Jeckelna na stanowisku Wyższego Dowódcy SS i Policji rejonu „Russland-Süd”. W tym okresie został także dowódcą SS-Nadregionu „Ukraine”. Obie te funkcje pełnił do 1944. 29 października 1943 zostało utworzone nowe stanowisko Najwyższego Dowódcy SS i Policji dla rejonu „Ukraine”, które objął właśnie Prützmann. Podlegał mu Wyższy Dowódca SS i Policji w rejonie „Schwarzes Meer” (Morze Czarne) oraz jego własny rejon „Russland-Süd”. Prützmann sprawował tę funkcję do września 1944. Odpowiadał bezpośrednio za terror stosowany wobec ludności ZSRR.
Od czerwca 1944 do maja 1945 był oficerem łącznikowym między Wehrmachtem a SS-Führungshauptamt. W październiku 1944 (po przemówieniu Himmlera 18 października 1944) mianowano go Generalnym Inspektorem do zadań specjalnych przy Reichsführerze SS, odpowiedzialnym za koordynację działań Werwolfu. Wreszcie 5 grudnia 1944 Prützmann powołany został także na stanowisko specjalnego pełnomocnika Rzeszy na Chorwację. Wielokrotnie odznaczony przez władze III Rzeszy (otrzymał m.in. Złotą odznakę NSDAP, Honorową szpadę od Reichsführera SS i Honorowy pierścień SS).
W maju 1945 dostał się do brytyjskiej niewoli. Umieszczono go w obozie jenieckim, a następnie odesłano do mieszczącego się w Lüneburgu oddziału rozpoznania szefa sztabu marszałka polnego Montgomery’ego. Wobec groźby wydania władzom radzieckim, Prützmann popełnił 21 maja 1945 samobójstwo zażywając cyjanek, unikając odpowiedzialności za swoje zbrodnie.
Prützmann popełnił samobójstwo w tym samym więzieniu co Heinrich Himmler. Pilnował ich ten sam starszy sierżant o nazwisku Edwin-Austin.